# Långön, Iniö
Långön är en ö i Finland.   Den ligger i kommunen Pargas i landskapet Egentliga Finland, i den sydvästra delen av landet, 210 km väster om huvudstaden Helsingfors. Arean är 0,47 kvadratkilometer.
Terrängen på Långön är mycket platt. Öns högsta punkt är 23 meter över havet. Den sträcker sig 1,4 kilometer i nord-sydlig riktning, och 0,9 kilometer i öst-västlig riktning.